# PM-63 RAK
PM-63 RAK (viết tắt của Ręczny Automat Komandosów tức súng ngắn tự động) là loại súng tiểu liên (Tiếng Anh:Sub Machine gun) do Piotr Wilniewczyc người Ba Lan thiết kế, sử dụng loại đạn 9 mm đặc trưng cho súng tiểu liên. Súng có đặc điểm như một loại súng lục tự động, được thiết kế năm 1950 và thời gian sản xuất từ năm 1964-1974 tại Nhà máy Łucznik Arms.
PM-63 được phát triển bắt đầu từ khi khái niệm súng tiểu liên lần đầu tiên được đề xuất tại Đại học Công nghệ Warszawa của Ba Lan. Quân đội Ba Lan khi đó yêu cầu một loại súng nhỏ gọn nhưng uy lực cao hơn súng lục nhằm trang bị cho các lính lái xe, lính cảnh vệ và cả các đơn vị đặc nhiệm. Từ đây, mẫu súng tiểu liên đầu tiên của Ba Lan - PM-63 ra đời. Nó chính thức phục vụ trong Quân đội và Cảnh sát Ba Lan từ năm 1965. PM-63 ngay sau đó cũng bắt đầu phát triển với nhiều biến thể khác nhau cả trong và ngoài Ba Lan.Nó cũng được đưa ra một số nước chủ yếu là các nước trong khối xã hội chủ nghĩa cũ. Nó trang bị đặc công của Quân đội Nhân dân Việt Nam từ thời Chiến tranh Việt Nam.
PM-63 RAK cũng khá được ưa chuộng ngay từ những ngày đầu sử dụng do nhỏ gọn, tốc độ bắn cao (650 phát/phút), sơ tốc lớn (320 m/s), tầm bắn hiệu quả đến 150 m. Tuy vậy nó cũng chỉ thích hợp trang bị cho các đơn vị cảnh vệ, cảnh sát, các đơn vị đặc nhiệm, biệt kích hay đặc công thực hiện cách đánh nhanh gọn, bất ngờ do loại đạn 9x18 mm và 9x19 mm không có độ sát thương cao như các loại đạn 7,62x39 mm hay 5,56x45 mm của AK và M16.
Hiện nay, PM-63 RAK đã dần lạc hậu và được thay thế bằng PM-84 Glauberyt.

## Biến thể
PM-70 Phiên bản dùng đạn 9x19mm Parabellum
PM-73 Phiên bản dùng đạn 9x17 mm
Type 82 Phiên bản sao chép của Trung Quốc

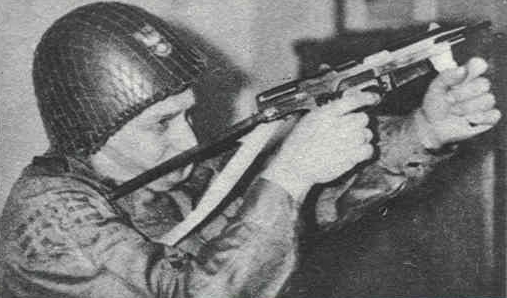
Binh lính Ba Lan với khẩu PM-63

## Sử dụng
Afghanistan
 Trung Quốc
 Cuba
 Đông Đức
 Iraq
 Ba Lan
 Việt Nam Trang bị cho Binh chủng Đặc công, Quân đội nhân dân Việt Nam trong kháng chiến chống Mỹ còn được trang bị loại loại tiểu liên PM-63